# Blue box

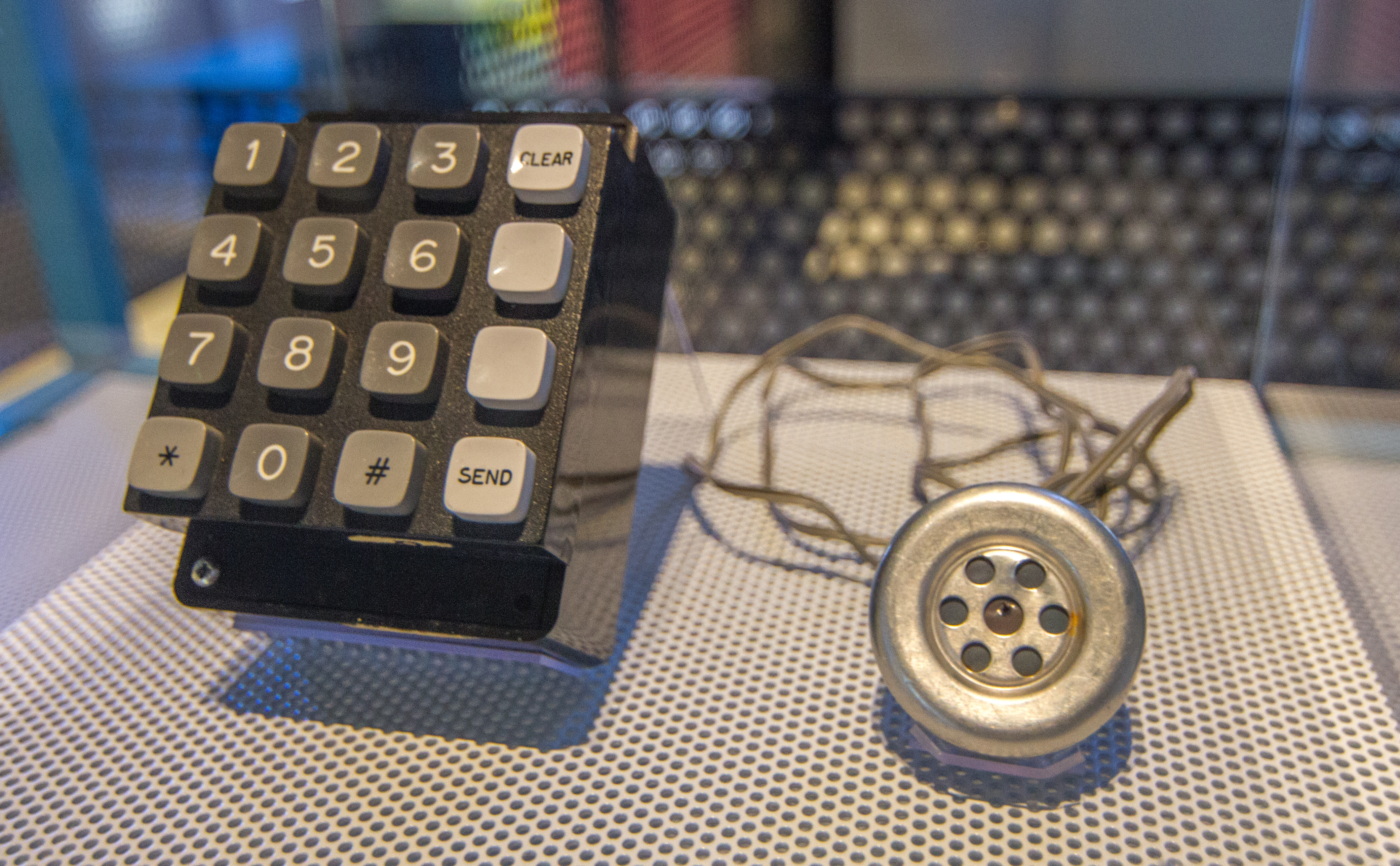
Blue Box. Музей Powerhouse Сідней

Blue box (укр. блакитна скринька) — пристрій з кнопками, при натисканні на які в телефонну мережу посилалися тональні сигнали, відповідні набраному номерому. Спочатку пристрої виконувалися у вигляді блакитної скриньки, звідси і пішла назва. Сконструював блакитну скриньку — Стів Возняк.

## Історія створення
У вересні 1971 року Стів Возняк, який до того часу вже давно навчався в університеті, натрапив на статтю в журналі «Esquire». У ній розповідалося про якихось «телефонних фриків», які навчилися зламувати телефонні коди і здійснювати безкоштовні телефонні дзвінки по всьому світу . Стів Возняк дуже зацікавився цією темою і відразу зателефонував своєму приятелю Стіву Джобсу. Уважно вивчивши цю статтю, вони прийшли до висновку, що все описане схоже на правду . Захоплення телефонної лінії здійснювалося за допомогою звукової імітації тонального сигналу певної частоти. Потім потрібно було набрати номер, також через імітацію виклику в тональному режимі. Як виявилося, існувала ціла субкультура фрикерів, що займалися зломом телефонних мереж. Один з них, наприклад, володіючи абсолютним слухом і голосом, міг видавати звук потрібної частоти без всяких додаткових пристосувань . Інший, який переховувався під псевдонімом Капітан Кранч, виявив, що свистулька, яку виробники вкладали в упаковки з однойменними вівсяними пластівцями («Cap'n Crunch»), може видавати звук потрібної тональності, підходящої для захоплення лінії. Для подальшого набору номера Кранч використовував саморобний пристрій під назвою «Blue box» («блакитна скринька»). Возняк і Джобс загорілися ідеєю виготовити таку «скриньку» самим . Возняк добре уявляв, як вона має бути влаштована, проте перший виготовлений ним аналоговий прототип виявився недосконалий і не видавав надійних тонових сигналів . Тоді Возняк зробив повністю цифровий пристрій, який відтворював частоти з необхідною точністю. Пристрій запрацював, і надалі Стів Возняк заявляв, що ніколи більше за все своє життя не винаходив нічого більш дотепного та інноваційного, ніж ця цифрова «блакитна скринька» .
Спочатку друзі розважалися, надзвонюючи в різні куточки світу і влаштовуючи розіграші. Одного разу Возняк додзвонився до Ватикану і, представившись Генрі Кіссінджером, попросив до телефону Папу Римського . Незабаром Джобс усвідомив комерційний потенціал їх винаходу . Вони організували кустарне виробництво і успішні продажі «блакитних скриньок» серед студентів і місцевих жителів, хоча цей бізнес був незаконним і досить ризикованим. Спочатку виготовлення однієї «скриньки» обходилося Возняку приблизно в 80 доларів, але потім він зробив друковану плату, яка дозволяла виготовляти відразу по 10-20 «скриньок», і собівартість однієї штуки впала до 40 доларів. Готові «скриньки» друзі продавали по 150 доларів за штуку, дохід ділили порівну . Всього вони зробили і встигли збути близько сотні «скриньок» і непогано заробили. Бізнес було вирішено припинити, як занадто ризикований, після того, як черговий потенційний покупець, погрожуючи пістолетом, відібрав у них пристрій і зник . Ймовірно, історія з «блакитними скриньками» переконала Джобса, що електроніка може не тільки приносити радість, а й приносити хороший дохід. Ця ж історія заклала принципи їх майбутньої співпраці: Возняк заради блага людства винаходить чергову геніальну штуку, а Джобс придумує, як її найкраще оформити і піднести на ринку, щоб добре заробити.

## Принцип дії
Blue box використовував особливість телефонних комунікацій США 1970-х років. Користувач спочатку набирає телефонний номер, який обслуговується іншою АТС. Дзвінок проходить через «домашню» АТС і «зовнішню» АТС. Коли йде сигнал виклику, користувач за допомогою Blue box посилає тональний сигнал частотою 2600 Гц (або 2600 +2400 Гц при міжнародних дзвінках). Цей сигнал є супервізорським, моделюючим стан транка в стані відбою з ініціативи абонента («абонент повісив трубку»). Надіславши такий сигнал, користувач повідомляє «зовнішній» АТС, що розмова закінчена і лінія вільна. Проте «домашня» АТС цей сигнал ігнорує, вважаючи, що лінія все ще зайнята для дзвінка.
Після сигналу 2600 Гц лінія скидається (supervision flash), після чого користувач може за допомогою Blue Box набрати або новий телефонний номер, або один з численних внутрішніх номерів телефонної компанії, які супроводжуються тоновим сигналом KP (Key Pulse). Після завершення набору номера і двухтонового сигналу ST (Start) АТС вважає, що користувач все ще користується старою лінією, однак фактично користувач дзвонить на зовсім інший номер. Існує два типи KP — KP1 (використовується переважно для дзвінків всередині мережі) і KP2 (для міжнародних дзвінків).
АТС зареєструє тільки частину запиту, перед сигналом у 2600 Гц. Таким чином, користувач міг безкоштовно або за значно меншу плату здійснювати міжміські та міжнародні дзвінки.
Також існували методики здійснення транзитних дзвінків через АТС абонента, що спочатку викликався.

## Мультичастотні сигнали для Blue box
| Operator (blue box) dialed MF frequencies |        |         |         |         |         |
|                                           | 800 Hz | 1000 Hz | 1200 Hz | 1400 Hz | 1600 Hz |
| 700 Hz                                    | 1      | 2       | 4       | 7       | 11/ST3  |
| 900 Hz                                    |        | 3       | 5       | 8       | 12/ST2  |
| 1100 Hz                                   |        |         | 6       | 9       | KP      |
| 1300 Hz                                   |        |         |         | 0/10    | KP/ST2  |
| 1500 Hz                                   |        |         |         |         | ST      |